# Прибор (Гомельський район)
Прибор (біл. Прыбар) — село, центр Приборської сільської ради Гомельського району Гомельської області Республіки Білорусь.

## Географія

### Розташування
За 1,5 км від основної забудови знаходиться залізнична станція (на лінії Калинковичі — Гомель), 25 км на захід від Гомеля.

## Гідрографія
На річці Уза (притока річки Сож), в яку біля села впадає річка Рандовка.

## Транспортна мережа
Транспортні зв'язки степовою, потім автомобільною дорогою Калинковичі — Гомель. Планування складається з дугоподібної, майже меридіональної вулиці, від якої на захід та схід відходять короткі вулиці. Забудова здебільшого дерев'яна садибного типу.

## Історія

### Археологічні розкопки
Виявлене археологами городище (місцева назва Городок) ранньої залізної доби та епохи Київської Русі (біля села, на лівому березі річки) свідчить про заселення цих місць з давніх-давен.

### Велике князівство Литовське
За письмовими джерелами відоме з XVIII століття як село в Речицькому повіті Мінського воєводства Великого князівства Литовського.

### Російська імперія
Після першого поділу Речі Посполитої (1772) у складі Російської імперії. З 1775 року у володінні фельдмаршала графа Петра Рум'янцева-Задунайського. У 1811 році в Новиковській економії Гомельського маєтку. У 1834 році володіння фельдмаршала князя Івана Паскевича. Діяло борошномельне підприємство, яке у 1859 році опрацювало 7500 пудів зерна. У 1862 році 37 господарств отримали земельні наділи. У 1870 році працювали млин, сукновальня (з 1830), зернодробарка, хлібний магазин. Після здачі в експлуатацію 15 лютого 1886 року залізниці Лунинець — Гомель почала працювати залізнична станція. Відповідно до перепису 1897 року було відділення поштового зв'язку. У 1909 році 579 десятин землі, школа (у 1907 році 55 учнів), у Телешевській волості Гомельського повіту Могильовської губернії.

### СРСР
У 1926 році працювали млин, початкова школа. З 8 грудня 1926 року центр Приборської сільради Гомельського району Гомельського округу (до 26 липня 1930 року), з 20 лютого 1938 року Гомельської області. 1930 року організовано колгосп імені Калініна, працювали кузня, паровий млин із лісопильнею та сукновальнею. 1959 року центр учгоспу СПТУ-185. Розташовані лісництво, середня школа, Будинок культури, бібліотека, фельдшерсько-акушерський пункт, відділення зв'язку, магазин, їдальня.

#### Німецько-радянська війна
Під час німецько-радянської війни 55 мешканців загинули на фронті.

## Населення

### Чисельність
- 2009 — 1045 мешканців